# The Transporter Refueled
The Transporter Refueled és una pel·lícula de thriller d'acció del 2015 dirigida per Camille Delamarre i escrita per Bill Collage, Adam Cooper i Luc Besson. És la quarta pel·lícula de la franquícia Transporter, un reinici de la sèrie i la primera pel·lícula distribuïda per EuropaCorp a Amèrica del Nord, però compta amb un nou repartiment, amb Ed Skrein substituint Jason Statham com a paper principal de Frank Martin. També va ser l'únic lliurament de la franquícia que no va comptar amb François Berléand.
El rodatge va començar l'1 d'agost de 2014 a París, França i es va estrenar el 4 de setembre de 2015 als Estats Units i el 9 de setembre a França. Després de la seva estrena, The Transporter Refueled va rebre crítiques generalment negatives de crítics de cinema i públic, que van afirmar que el guió de la pel·lícula era coix i absurd, però van elogiar les seqüències d'acció, acrobàcies, efectes i interpretació. Malgrat una recepció negativa de la crítica, la pel·lícula va ser un èxit de taquilla, amb una recaptació de 72 milions de dòlars a tot el món contra un pressupost de producció de 22 milions de dòlars. Encara que inicialment es va planificar com la primera entrega d'una nova trilogia, els esforços per produir seqüeles es van mantenir sense materialitzar. Ha estat doblada al català.

## Argument
En els baixos fons de França, Frank Martin Jr. (Ed Skrein) és conegut com a «Transporter», el millor conductor i mercenari que es pot comprar amb diners. Frank es regeix per tres simples regles: sense noms, sense preguntes i sense renegociacions. Transporta qualsevol cosa pel preu adequat. Fins que coneix la misteriosa dona fatal anomenada Anna (Loan Chabanol), que lidera un grup de mortífers assaltants i que no s'aturarà davant de res per acabar amb una despietada banda russa de traficants humans. Anna sap que Frank és el millor a la seva feina i, per assegurar-se la seva col·laboració, manté ostatge al seu pare (Ray Stevenson). Ara, pare i fill es veuran obligats a treballar amb Anna i les seves amigues aliades per portar aquesta perillosa banda davant de la justícia.

## Producció
Al Festival de Cannes de 2013, es va anunciar una nova trilogia amb EuropaCorp i China's Fundamental Films coproduint i distribuint els títols. Les pel·lícules probablement tindran un pressupost d'entre 25 i 30 milions d'euros cadascuna i almenys una es rodaria a la Xina. Luc Besson cofinançaria, distribuiria, produiria i escriuria totes les pel·lícules. La franquícia es va reiniciar després de fracassar les negociacions amb Jason Statham.
EuropaCorp volia que Statham signés un acord de tres contractes, sense revelar primer el guió. L'actor anglès Ed Skrein va substituir Statham com a Frank Martin a la quarta entrega de la sèrie. El març de 2015, el títol es va canviar de The Transporter Legacy a The Transporter Refueled.
La rodatge de la pel·lícula va començar l'1 d'agost de 2014, a París, França.